# Vạn Vinh
Vạn Vinh (chữ Hán giản thể:万荣县, âm Hán Việt: Vạn Vinh huyện) là một huyện thuộc địa cấp thị Vận Thành, tỉnh Sơn Tây, Cộng hòa Nhân dân Trung Hoa. Huyện Vạn Vinh có diện tích 1037 km², dân số năm 2002 là 420.000 người. Huyện Vạn Vinh có 4 trấn và 14 hương.
- Trấn: Thành Quan, Vinh Hà, Hán Tiết, Thông Hóa.
- Hương: Nam Trương, Bùi Trang, Quang Hóa, Ngọc Tỉnh, Vương Hiển, Cố Thôn, Cao Thôn, Vạn Tuyền, Niệm Để, Hoàng Phủ, Tam Văn, Lý Vọng, Tây Thôn, Bảo Đỉnh Thôn.